# Fourcigny
 Fourcigny  es una comuna y población de Francia, en la región de Picardía, departamento de Somme, en el distrito de Amiens y cantón de Poix-de-Picardie.
Su población en el censo de 1999 era de 131 habitantes.
Está integrada en la Communauté de communes du Sud-Ouest Amiénois.

## Demografía
| 163 | 164 | 130 | 131 | 123 | 131 |
| Para los censos de 1962 a 1999 la población legal corresponde a la población sin duplicidades (Fuente: INSEE [Consultar]) |     |     |     |     |     |

- Datos: Q144832
- Multimedia: Fourcigny / Q144832

1. ↑  Worldpostalcodes.org, código postal n.º 80290.
2. ↑  INSEE, Datos de población para el año 2012 de Fourcigny (en francés).